# Heinrich Zwenk
Heinrich Zwenk (* 3. Juli 1875 in Windischgraz, Untersteiermark; † 16. April 1927 in Bruck an der Mur, Steiermark) war ein österreichischer Lokomotivführer und Politiker der Sozialdemokratischen Arbeiterpartei (SdP).

## Politische Mandate
- 20. November 1923 bis zu seinem Tod am 16. April 1927: Abgeordneter zum Nationalrat (II. Gesetzgebungsperiode), SdP